# Konfesje helweckie
Konfesje helweckie – dwie konfesje wiary oficjalnie przyjęte przez Kościół ewangelicko-reformowany w Szwajcarii. 
Pierwsza konfesja (Confessio Helvetica prior) została sformowana w 1536 przez Heinricha Bullingera i innych szwajcarskich teologów (m.in.: Oswalda Myconiusa i Leona Juda). Była ona pierwszym wyznaniem wiary kalwinistów o podstawach narodowych.
Druga konfesja (Confessio Helvetica posterior) z 1566 również autorstwa Heinricha Bullingera, stała się jednym z najbardziej autorytatywnych dzieł teologicznych. Została uznana za księgę wyznaniową Kościołów ewangelicko-reformowanych w: Szwajcarii i Szkocji (1566), na Węgrzech (1567), we Francji (1571), w Polsce (1578), a następnie w Holandii i innych krajach.